# Arturo Vázquez
Arturo Vázquez Vega (Ciudad de México; 31 de enero de 1964) es un actor y cantautor mexicano. Es hijo del cantante Alberto Vázquez y de la actriz Isela Vega. Es conocido por interpretar a Rafael, el entrenador de béisbol en la película La niña de los hoyitos de Pedro Fernández y a varios personajes como don Pedro y el maestro Rómulo en la serie La rosa de Guadalupe.

## Carrera
Durante los seis años que vivió en Estados Unidos estudió historia del arte en Los Ángeles, California. 
Durante la década de los ochenta fue cantante y algunos de sus éxitos son: "Ángela", "Noches de rock y tristeza", "Noche sin final", "Preciosa", "Quiero que vuelva", "Porque tu no estás", "Dile" y "No tengo miedo". También participó en el OTI de 1985 cantando "Y creo que voy a llorar". 
Ha participado en programas de televisión como Mujer, casos de la vida real, La rosa de Guadalupe y Como dice el dicho. También ha participado en películas como La niña de los hoyitos y Euforia. También ha participado en telenovelas como El privilegio de amar y Las vías del amor.

## Filmografía

### Telenovelas
- A.mar, donde el amor teje sus redes (2025) - Víctor
- El amor no tiene receta (2024) - Dr. Hermes
- Corazón guerrero (2022) - Celestino
- Contigo sí (2021) - Eustaquio
- Y mañana será otro día (2018) - Heriberto Zamudio "El Zancudo"
- Tenías que ser tú (2018)
- Muy padres (2017) - Licenciado
- Mi adorable maldición (2017) - Dionisio Ávila
- Simplemente María (2015-2016) - Hernán
- Amores con trampa (2015) - Pancho "Panzón" Esquivel
- El color de la pasión (2014) - Vinicio Garrido
- Libre para amarte (2013) - Renato
- Dos hogares (2011-2012) - Julián Martínez
- Niña de mi corazón (2010)[2]
- Pasión (2007-2008) - Pablo Villar
- Alborada (2005-2006) - Ramón
- Velo de novia (2003-2004) - Sebastián Paz
- Las vías del amor (2002-2003) - Iván Hernández
- Cómplices al rescate (2002) - Antonio
- ¡Vivan los niños! (2002)-Igor Karambasoft
- Siempre te amaré (2000) - Alberto
- El privilegio de amar (1998-1999) - Macario Jiménez

### Películas
- Gloria (2014) - Alberto
- Cristiada (2012) - Acevedo
- Euforia (2009) - "El Mudo"
- Puerto Vallarta Squeeze (2004) - Federal
- El coyote: Mente diabólica (1999)
- Perro rabioso (1990)
- Los amantes del señor de la noche (1986) - Pedro
- Olor a muerte (1986)
- La niña de los hoyitos (1984)

### Series de televisión
- Como dice el dicho (2012-2023) - (varios episodios)
- Adictos (2009) (1 episodio)
- La rosa de Guadalupe (2008-2024) - (varios episodios)
- Desmadrugados (2008) (1 episodio)
- Mujer, casos de la vida real (2002-2004) (Varios episodios)
- Acapulco H.E.A.T. (1999) - Freddy (1 episodio)
- CONAN (1997) (1 episodio) Puerto Vallarta zqueze
- ¡¡Cachún Cachún Ra Ra!! (1983) (Varios episodios)

## Canciones
- Ángela
- Noches de rock y tristeza
- Noche sin final
- Preciosa
- Quiero que vuelva
- Porque tu no estás
- Dile
- No tengo miedo
- Y creo que voy a llorar
- Vive tu Vida

-Viento
-Acción
-Te amaré a toda máquina
-Troncomóvil
-Vamos
-Todos volando
-Loca de atar
-Hoy vendrás
-Es muy fácil
-No sucedera más
-Creo que voy a llorar ("Festival OTI")
-Qué locura
-Mientes
-Si te vas